# تریگوه هوف
تریگوه جی.بی. هوف (Trygve J. B. Hoff) (زادهٔ ۱۲ نوامبر ۱۸۹۵ – درگذشتهٔ ۴ ژانویه ۱۹۸۲)، متولد کریستیانا (اسلو کنونی)، نروژ، یک تجارت پیشه، نویسنده و ویراستار در مجله تجارتی نروژی، فارماند (Farmand) بود.

## پس‌زمینه
هوف در اسلو زاده شد و فرزند وکیل دادگستری روزنبرگ هوف و مارگارت جیکوبسن بود. هوف تا آخر زندگی خود به ملک خانواده هوف در جزیره تجومی وابسته ماند.
هوف در ۱۹۱۶ میلادی با کسب مدرک لیسانس در رشته اقتصاد از دانشگاه شاهنشاهی فردریک فارغ‌التحصیل گردید. پس از فراغت از دانشگاه، به فرانسه سفر کرد؛ بعدتر به ایالات متحده رفت و در آنجا به آموزش بانکداری و مالی پرداخت و در وال استریت کار کرد.
او برای بار نخست در اوت ۱۹۲۰ میلادی با آسترید هنرییت گوندرسین ازدواج کرد و تا این‌که همسرش در ۱۹۴۷ میلادی وفات کرد، باهم بودند. آن‌ها سه فرزند داشتند: پیر رینهاردت هوف (متولد ۱۹۲۲ میلادی)، مارگریتی هوف (متولد ۱۹۲۴ میلاید) و اولی-جیکاب هوف (متولد ۱۹۲۸ میلادی). بعدها او در ۱۸ سپتامبر ۱۹۴۸ با آسه سینووی بای ازدواج کرد.

## حرفه
هرچند هوف پیشه نویسندگی خود را به عنوان نویسنده اقتصادی در داگبلادیت (Dagbladet) در ۱۹۲۰ میلادی آغاز کرد، اما او به عنوان ویراستار و نویسنده مجله تجارتی فارماند که او در ۱۹۳۵ میلادی خریداری نموده بود، شهرت داشت. هوف فارماند را به پیشتازترین مجله تجارتی نروژی در آن زمان مبدل کرد. در فارماند، او به عنوان ویراستار صریح شهره بود. او همچنین یک سیاست واضح ایجاد نموده بود که به‌خاطر آزادی این صنعت، فارماند باید یک نهاد کاملاً غیر سیاسی باشد. در مقاله‌ای که در ۱۹۳۵ میلادی نوشته بود، او گفت: «ما به این مبارزه برای آزادی اجتماعی شرکت، تنها از یک دید اقتصادی نگاه نمی‌کنیم. ما این مبارزه را بخشی از تقلا برای آزادی فردی و آزادی بیان می‌دانیم. هم دولت‌های دیکتاتوری و هم مقابله‌های داخلی بر علیه آزادی اجتماعی شرکت با مقابله بر علیه آزادی شخصی و مقابله و آزادی بیان، یکسان هستند».

## دیدگاه‌های سیاسی
هنگامی‌که او در ۱۹۳۸ میلادی در حال فراگیری اقتصاد در دانشگاه اسلو بود، او به مباحثه محاسبه اقتصادی علاقه‌مند شده و با طرفداری از مکتب اتریشی به این مباحثه پرداخته و به موضوع رساله دکترای وی مبدل شد («محاسبه در اقتصاد دستوری سوسیالیستی»).
با این حال، اعتنایی چندانی به رساله دکترای او نشد و پژوهشگران به عللی چون نظریات سیاسی اساتید وی به‌طور برجسته راگنار فریش که گرایش شدید سوسیالیستی داشت، ارتباط او با حزب کارگر نروژ و جو سیاسی حاکم پسا جنگ جهانی، به عنوان علت‌های احتمالی قدردانی ناچیز از رساله او اشاره می‌کنند. همچنین، در جریان اشغال نروژ توسط آلمان در سال‌های ۱۹۴۰ – ۱۹۴۵ میلادی، هوف برای نظریات سیاسی که داشت به زندان افکنده شد. نشریه فارماند توسط حکومت اشغالی ممنوع اعلام گردید و از این‌رو این نشریه از ۱۹۴۰ تا ۱۹۴۵ میلادی فعالیت نداشت.

## انجمن مون پلرن
تریگوه هوف یکی از اعضای بنیان‌گذار انجمن مون پلرن بود. به عنوان یک نویسنده، او دستاوردهای در مباحثه محاسبه اقتصادی داشته و کار در این حوزه را با نشر کتاب ۱۹۳۸ خود تحت عنوان Økonomisk kalkulasjon i socialistiske samfund (فارسی: محاسبه اقتصادی در جامعه سوسیالیستی) آغاز کرد.

## کتابشناسی
- Economic Calculation in the Socialist Society (Full Text; 1938)